# Tony Richardson
Tony Richardson   (Shipley, 5 de juny de 1928 - Los Angeles, 14 de novembre de 1991) va ser un director i productor de teatre i cinema anglès la carrera del qual va durar cinc dècades. El 1964 va guanyar l'Oscar al millor director per la pel·lícula Tom Jones.

## Biografia
Richardson va néixer a Shipley, West Riding, Yorkshire el 1928, fill d'Elsie Evans (Campion) i Clarence Albert Richardson, químic. Era Head Boy a l'Ashville College, Harrogate i va anar al Wadham College, Universitat d'Oxford. Els seus contemporanis d'Oxford incloïen a Rupert Murdoch, Margaret Thatcher, Kenneth Tynan, Lindsay Anderson i Gavin Lambert. Tenia la distinció sense precedents de ser el president de la Societat Dramàtica de la Universitat d'Oxford i del Club de Teatre Experimental (ETC), a més de ser el crític teatral de la revista universitària Isis. Entre les produccions dels seus estudiants es trobaven Shirley Williams (com Cordelia), John Schlesinger, Nigel Davenport i Robert Robinson.

## Carrera

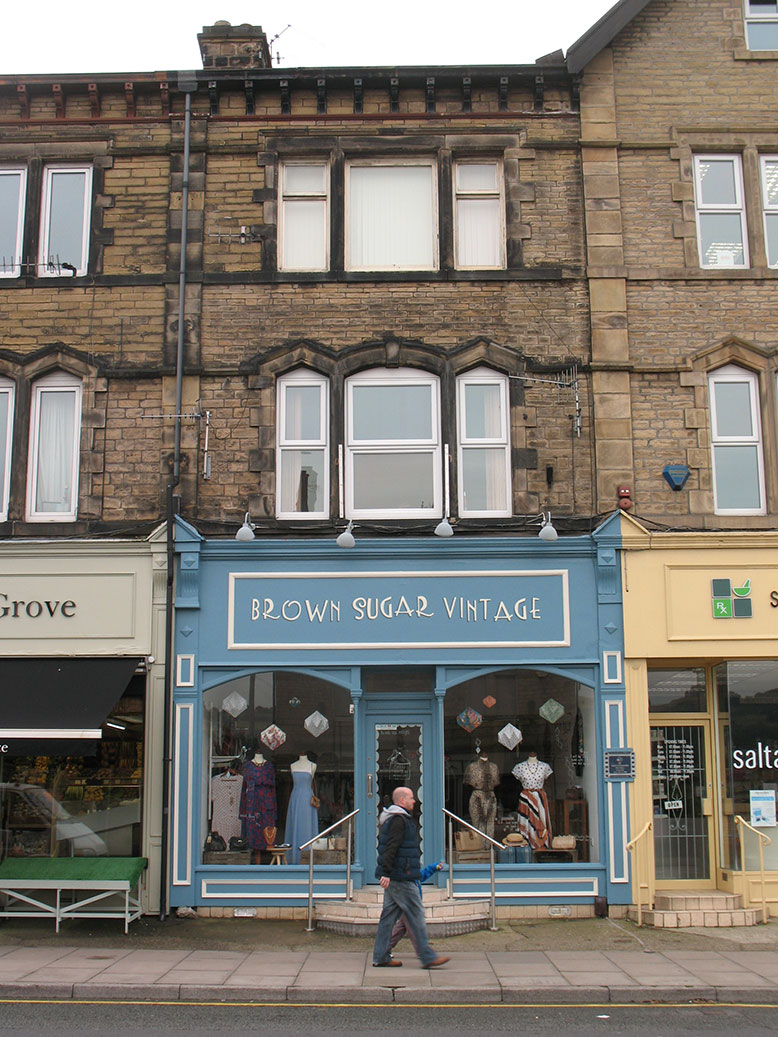
Casa de Richardson de 1928 a 1948, 28 Bingley Road, Saltaire, Shipley

El 1955, en el seu debut com a director, Richardson va produir l'Apol·lo de Bellac de Jean Giraudoux per a la televisió amb Denholm Elliott i Natasha Parry en els papers principals. Aproximadament al mateix temps va començar a ser actiu en el moviment britànic de Free Cinema, dirigint el curt de no ficció Momma Don't Allow (també el 1955) amb Karel Reisz.
Part de la "Nova Onada" britànica de directors, va estar involucrat en la formació de la Companyia Escènica Anglesa, juntament amb el seu amic George Goetschius i George Devine. Va dirigir l'obra de John Osborne Look Back in Anger al Royal Court Theatre, i en el mateix període va dirigir a Shakespeare en Stratford-upon--Avon. Després el 1957 va dirigir a Laurence Olivier com a Archie Rice en la següent obra d'Osborne The Entertainer, de nou per a la Royal Court.
El 1959, Richardson va cofundar Woodfall Film Productions amb John Osborne i el productor Harry Saltzman, i, com a debut de Woodfall, va dirigir la versió cinematogràfica de Look Back in Anger (1959), la seva primera pel·lícula.

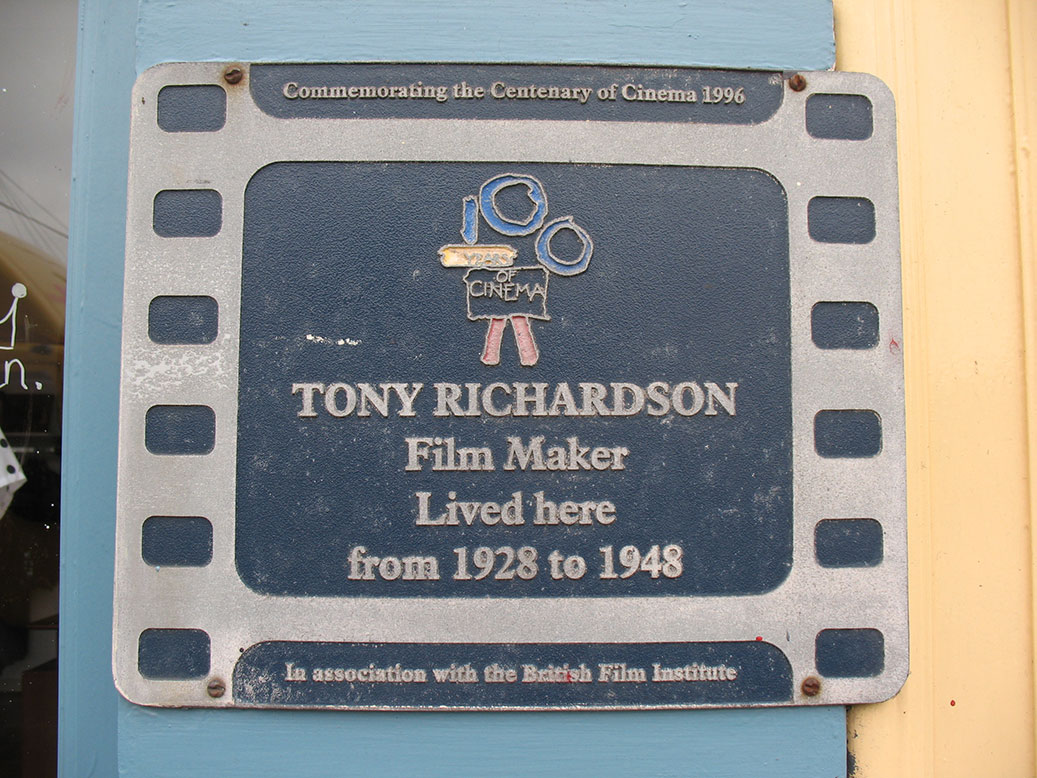
Placa de BFI que commemora la contribució de Richardson al cinema

Moltes de les pel·lícules de Richardson, com A Taste of Honey i The Loneliness of the Long Distance Runner, van ser part de l'aclamat moviment del popular kitchen sink realism a Gran Bretanya en aquell moment, i diverses de les seves pel·lícules continuen sent considerades com a pedres angulars del moviment. El 1964, Richardson va rebre dos premis acadèmics (millor Director i millor Imatge) per a Tom Jones (1963) basada en la novel·la de Henry Fielding. La seva següent pel·lícula va ser Estimats difunts (1965), en la qual va treballar amb John Gielgud, Rod Steiger i Robert Morse, i va treballar a Hollywood tant en la ubicació com en l'etapa de so. En la seva autobiografia, confessa que no va compartir l'admiració general de Haskell Wexler, que va treballar en El Ser estimat com a director de fotografia i productor.
Entre les estrelles que va dirigir Richardson es trobaven Jeanne Moreau, Orson Welles, Rob Lowe, Milton Berle, Trevor Howard, David Hemmings, Nicol Williamson, Tom Courtenay, Lynn Redgrave, Marianne Fielfull, Richard Burton, Kathjodie Foster, Anthony Hopjudench, Jojuch. Els seus compositors musicals van incloure a Antoine Duhamel, John Addison i Shel Silverstein. Els seus guionistes van ser Jean Genet, Christopher Isherwood, Terry Southern, Marguerite Dures, Edward Bond (adaptant a Vladímir Nabókov) i Edward Albee. Richardson i Osborne van caure finalment durant la producció de la pel·lícula Charge of the Light Brigade (1968). La qüestió bàsica era la falta de voluntat d'Osborne de passar pel procés de reescriptura, més àrdua al cinema que en el teatre. Richardson tenia una versió diferent. En la seva autobiografia (p. 195), escriu que Osborne estava enutjat per ser reemplaçat en un petit paper per Laurence Harvey amb qui els productors tenien obligacions. Osborne es venjava literàriament creant un personatge de ficció de pseudònim Richardson – un personatge dominant i arrogant que tots odiaven – en la seva obra The Hotel d'Amsterdam.
El treball de Richardson va ser estilitzadament variat. Mademoiselle (1966) va ser rodat en blanc i negre en la França rural amb una càmera estàtica, monocroma pel·lícula stock i sense música. The Charge of the Light Brigade (1968) va ser part èpica i part animada. Ned Kelly (1970) era el que es podria dir un western. El riure en la foscor (1969) i A Delicate Balance (1973) eren drames psicològics. Joseph Andrews (1977), basat en una altra novel·la de Henry Fielding, va ser un retorn a l'estat d'ànim de Tom Jones.
El 1970, Richardson anava a dirigir una pel·lícula sobre Vàtslav Nijinski amb un guió d'Edward Albee. Havia de ser protagonitzada per Rudolf Nuréiev com Nijinsky, Claude Jade com Romola i Paul Scofield com Diaghilev, però el productor Harry Saltzman va cancel·lar el projecte durant la preproducció.
El 1974, va viatjar a Los Angeles per a treballar en un guió (mai produït) amb Sam Shepard, i va quedar-se a viure allà. Més tard aquell any, va començar a treballar a Mahogany (1975), protagonitzada per Diana Ross, però va ser acomiadat pel cap de Motown Berry Gordy poc després que comencés la producció, a causa de les diferències creatives.
Va escriure i va dirigir la comèdia dramàtica The Hotel New Hampshire (1984), basada en la novel·la homònima de John Irving i protagonitzada per Jodie Foster, Beau Bridges i Rob Lowe. Tot i que va ser un fracàs de taquilla, la pel·lícula va rebre una acollida crítica positiva.
Richardson va fer quatre pel·lícules importants més abans de la seva mort. l darrera, Blue Sky (1994), no es va estrenar fins gairebé tres anys després de la seva mort. Jessica Lange va guanyar un Oscar a la millor actriu per la seva actuació.
El 1966, Richardson va finançar la fugida de la presó de Wormwood Scrubs de l'espia i agent doble George Blake.

## Vida personal
Richardson es va casar amb l'actriu anglesa Vanessa Redgrave des de 1962 fins a 1967. La parella tenia dues filles, Natasha (1963–2009) i Joely Richardson (1965), després va deixar Redgrave per a l'actriu i cantant francesa Jeanne Moreau. El 1972, va tenir una relació amb Grizelda Grimond, que era secretària de l'antic soci comercial de Richardson Oscar Lewenstein, i filla del polític britànic Jo Grimond. Grizelda Grimond va donar a llum a la seva filla, Katharine Grimond, el 8 de gener de 1973.

## Mort
Richardson era bisexual, però mai ho va reconèixer públicament fins que va contreure el VIH. Va morir de complicacions per la SIDA el 14 de novembre de 1991 als 63 anys.

## Filmografia (com a director)
- The Apollo of Bellac (TV, 1954)
- The Actor's End (TV, 1955)
- Momma Don't Allow (amb Karel Reisz; 1955)
- Look Back in Anger (1959)
- The Entertainer (1960)
- A Subject of Scandal and Concern (1960)
- Sanctuary (1961)
- A Taste of Honey (1961)
- The Loneliness of the Long Distance Runner (1962)
- Tom Jones (1963)
- The Loved One (1965)
- Mademoiselle (1966)
- Red and Blue (1967)
- The Sailor from Gibraltar (1967)
- The Charge of the Light Brigade (1968)
- Laughter in the Dark (1969)
- Hamlet (1969)
- Ned Kelly (1970)
- A Delicate Balance (1973)
- Dead Cert (1974)
- Mahogany (no surt als crèdits; reemplaçat per Berry Gordy, 1975)
- Joseph Andrews (1977)
- A Death in Canaan (1978)
- The Border (1982)
- The Hotel New Hampshire (1984)
- Penalty Phase (TV, 1986)
- Beryl Markham: A Shadow on the Sun (1988)
- Women & Men: Stories of Seduction (amb Frederic Raphael and Ken Russell; 1990)
- The Phantom of the Opera (minisèrie) (TV, 1990)
- Blue Sky (1994)

## Teatre
fonts: Adler; Little & McLaughlin; Richardson
| Any  | Obra                                     | Teatre                       | Lloc              | Temps          |
| ---- | ---------------------------------------- | ---------------------------- | ----------------- | -------------- |
| 1954 | The Changeling                           | Wyndham's                    | Londres           | 1 performance  |
| 1955 | The Country Wife                         | Theatre Royal Stratford East | Londres           | 3 setmanes     |
| 1955 | Mr Kettle &amp; Mrs Moon                 | Duchess                      | Londres           |                |
| 1956 | The Mulberry Bush                        | Royal Court                  | Londres           |                |
| 1956 | Les Bruixes de Salem                     | Royal Court                  | Londres           |                |
| 1956 | Look Back in Anger                       | Royal Court                  | Londres           | 151 actuacions |
| 1956 | Cards of Identity                        | Royal Court                  | Londres           |                |
| 1957 | Look Back in Anger                       | John Golden, Lyceum          | Nova York         | 1 any          |
| 1957 | Look Back in Anger                       |                              | Moscow            |                |
| 1957 | The Member of the Wedding                | Royal Court                  | Londres           |                |
| 1957 | The Entertainer                          | Royal Court                  | Londres           | 4 setmanes     |
| 1957 | The Apollo of Bellac                     | Royal Court                  | Londres           |                |
| 1957 | Les cadires                              | Royal Court                  | Londres           |                |
| 1957 | The Entertainer                          | Palace                       | Londres           | 6 months       |
| 1957 | The Making of Moo                        | Royal Court                  | Londres           |                |
| 1957 | Requiem for a Nun                        | Royal Court                  | Londres           |                |
| 1958 | The Entertainer                          | Royale                       | Nova York         |                |
| 1958 | Les cadires & The Lesson                 | Phoenix                      | Nova York         | 17 actuacions  |
| 1958 | Flesh to a Tiger                         | Royal Court                  | Londres           |                |
| 1958 | Pericles                                 | Shakespeare Memorial Theatre | Stratford-on-Avon |                |
| 1959 | Otel·lo                                  | Shakespeare Memorial Theatre | Stratford-on-Avon |                |
| 1959 | Orpheus Descending                       | Royal Court                  | Londres           |                |
| 1959 | Look After Lulu!                         | Royal Court                  | Londres           | 45 actuacions  |
| 1959 | Look After Lulu!                         | Noël Coward Theatre          | Londres           | 5 months       |
| 1960 | A Taste of Honey                         |                              | Los Angeles       |                |
| 1960 | A Taste of Honey                         | Booth, Lyceum                | Nova York         | 376 actuacions |
| 1961 | The Changeling                           | Royal Court                  | Londres           |                |
| 1961 | Luther                                   | Royal Court                  | Londres           | 28 actuacions  |
| 1961 | Luther                                   | Phoenix                      | Londres           | 239 actuacions |
| 1962 | El somni d'una nit d'estiu               | Royal Court                  | Londres           | 29 actuacions  |
| 1962 | Semi-Detached                            | Saville                      | Londres           |                |
| 1963 | Natural Affection                        | Booth                        | Nova York         | 31 actuacions  |
| 1963 | Luther                                   | Lunt-Fontanne, St. James     | Nova York         | 6 months       |
| 1963 | Semi-Detached                            | Music Box                    | Nova York         | 12 actuacions  |
| 1963 | La resistible ascensió d'Arturo Ui       | Lunt-Fontanne                | Nova York         | 8 actuacions   |
| 1964 | The Milk Train Doesn't Stop Here Anymore | Brooks Atkinson              | Nova York         | 5 actuacions   |
| 1964 | La gavina                                | Queen's Theatre              | Londres           |                |
| 1964 | St Joan of the Stockyards                | Queen's Theatre              | Londres           | 3 setmanes     |
| 1969 | Hamlet                                   | Roundhouse                   | Londres           | 10 setmanes    |
| 1969 | Hamlet                                   | Lunt-Fontanne                | Nova York         | 52 actuacions  |
| 1972 | Die Dreigroschenoper                     | Prince of Wales              | Londres           |                |
| 1972 | Jo, Claudi                               | Queen's Theatre              | Londres           |                |
| 1973 | Antoni i Cleòpatra                       | Bankside Globe Playhouse     | Londres           |                |
| 1976 | The Lady from the Sea                    | Circle in the Square Theatre | Nova York         |                |
| 1979 | Al vostre gust                           | Center Theatre               | Long Beach        |                |
| 1983 | Toyer                                    | Kennedy Center               | Washington        |                |
| 1984 | Dreamhouse                               | L.A. Stage Co.               | Hollywood         |                |